# 上埃及
上埃及（阿拉伯語：صعيد مصر，羅馬化：Ṣaʿīd Miṣr，简写为，發音：[es.sˤe.ˈʕiːd]，羅馬化：Mares），位于埃及南部，由尼罗河三角洲和北纬30度线以南的尼罗河河谷组成，包括从开罗以南到纳赛尔水库的尼罗河河谷。

## 名称
在古埃及，上埃及被称为“tꜣ šmꜣw”， 也就是“芦苇之地”或“莎草之地”， 得名于种植在此处的纸莎草。
在古希伯来语中，上埃及被称为，ptrws，阿卡德语中则是Paturisi。这两个名称均源于埃及语中的pꜣ-tꜣ-rsj，意思是“南方之地”。
在阿拉伯语中，上埃及被称为“萨伊德”（Sa'id）或“萨希德”（Sahid），这两个词来自صعيد，意思是“高地”，这个词又来自صعد，意思是上升、升起。上埃及的居民通常被称为“萨伊德人”，而他们所讲的语言则被称为“萨伊德阿拉伯语”

## 地理

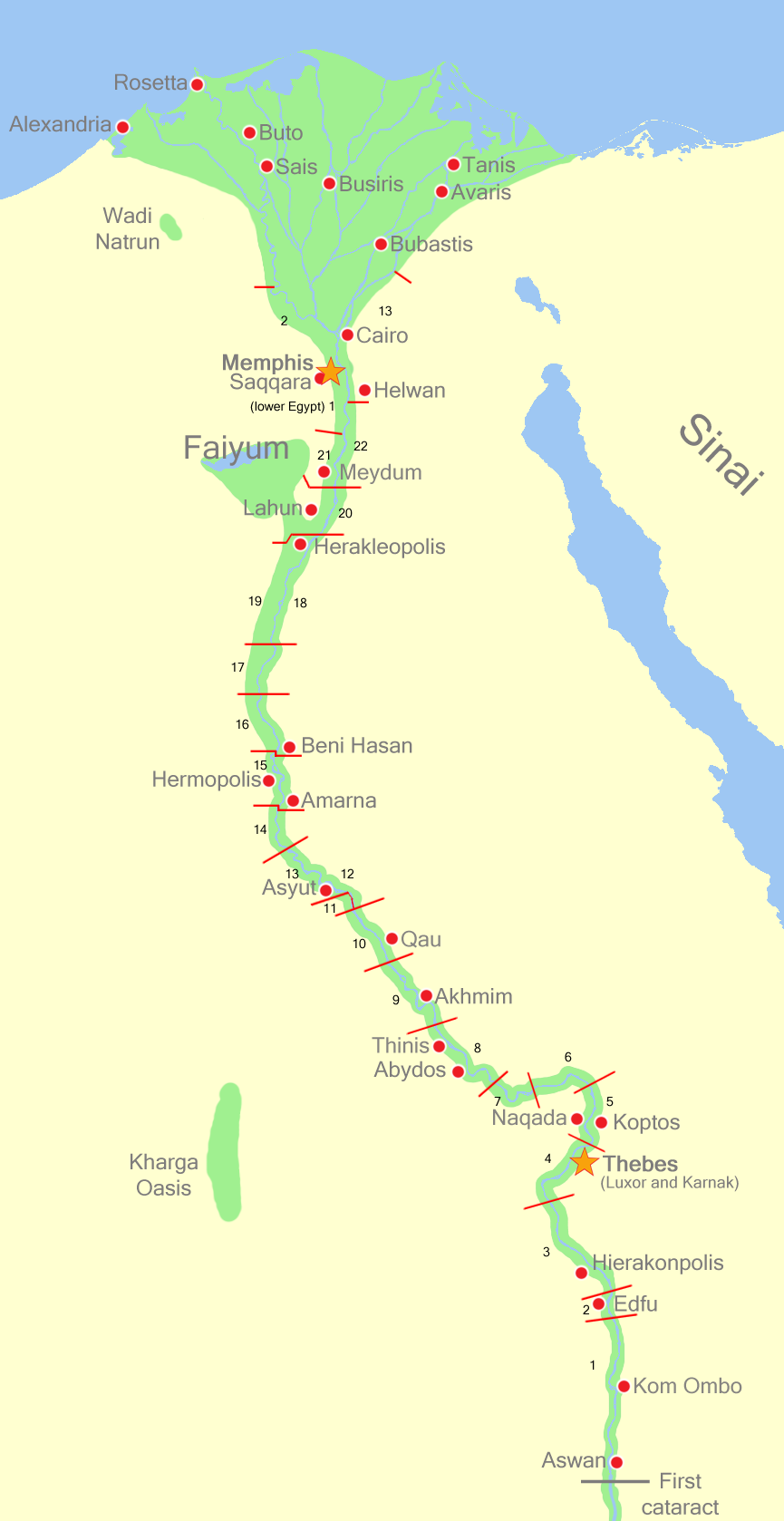
古埃及地图及其历史上各个诺姆的分布。“上埃及”位于地图的下部

上埃及南至现代阿斯旺以外的尼罗河瀑布，向北则沿河延伸至如今的艾亚特（El-Ayait）地区。 根据这个划分，现代开罗属于下埃及。上埃及的北部，即上埃及的下游部分，从索哈杰到艾亚特之间，也被称为中埃及。

## 历史
人们认为，在涅伽达三期文化期间，一个可能存在的“提尼斯同盟”的统治者通过吸收对立城邦的方式实现了上埃及的统一。随后，上下埃及的统一标志着早期王朝时期的到来。上下埃及在法老王权中融为一体。红白双冠就是上下埃及融合的一种形式。古典时期之后，上埃及依然作为一个历史区域存在。

### 史前埃及
尼肯是史前上埃及的一个主要城市。 这里的守护神是描绘为秃鹫形象的奈赫贝特。
约公元前3600年，尼罗河沿岸的新石器时代埃及社会开始以种植作物和驯养动物为文化基础。之后不久，埃及社会开始向高度发展的文明社会迅速迈进。.此时出现了一种新的独特陶器，与黎凡特南部的陶器相关联。美索不达米亚的晒砖工艺以及包括拱形结构及凹墙装饰在内的建筑方式也流行起来。
在上埃及，前王朝时期拜达里文化之后是涅伽达文化（阿姆拉特文化），与下努比亚，以及其他东北非洲人群、马格里布沿岸社群、部分热带非洲群体以及可能来自中东的居民紧密相关。
根据生物考古学家南希·洛夫尔（Nancy Lovell）的研究，古埃及人骨骼的形态学证据强烈表明：“总体而言，上埃及和努比亚的居民在生物学上与撒哈拉及更南部地区的人们有很强的联系”，但在非洲的整体背景中，也表现出了一些局部差异。体质人类学家S.O.Y.基塔也对古埃及人的生物亲缘关系进行了研究，并将史前南埃及人的骨骼形态学描述为“撒哈拉-热带非洲变体”。基塔还补充说，尽管埃及社会变得更加复杂，生物学上也具有多样性，但“尼罗-撒哈拉-苏丹起源的族群特性并未改变。从目前可以确定的范围来看，文化规范、仪式方式以及用于书写的符号，仍然保持着其南方起源的特性。”
原王朝时期的君主源自涅伽达地区。在上埃及的希拉孔波利斯的挖掘中，发现了类似埃及以南更远的地区使用的仪式面具，以及与埃塞俄比亚采石场相关的黑曜石。弗兰克·尤尔科（Frank Yurco）指出，与法老有关的图像，例如王冠、荷鲁斯鹰以及胜利场景主要集中在上埃及的涅伽达文化和努比亚A文化。他进一步解释道：“埃及的书写体系诞生于上埃及的涅伽达和下努比亚的A文化，而不是直接与西亚接触的三角洲文化。这进一步削弱了埃及直接受到美索不达米亚影响的观点。”
同样，历史学家兼语言学家克里斯托弗·埃赫雷特（Christopher Ehret）指出，上埃及在第四个千年所出现的，宗教领袖制度与王权制度的文化实践，可以追溯到几个世纪之前的努比亚以及埃及以南的尼罗河中游地区。他根据考古学和比较民族学证据得出了这一观点。
这些文化进步与尼罗河上游地区（即上埃及）城镇的政治统一同时发生，而同样的情况也出现在尼罗河三角洲地区（即下埃及）的社会中。进而导致了两个新生王国之间的战争。在那尔迈统治上埃及期间，他击败了三角洲地区的敌人，并成为了上下埃及的统治者。对上下埃及的王权贯穿了整个王朝时代的埃及。

### 王朝时代的埃及
在王室象征中，上埃及以高高的白冠赫杰特、盛开的莲花和莎草为代表，守护神是秃鹫形象的奈赫贝特。统一后，上下埃及的守护神被共同描绘为“两女神”以保护所有的古埃及人，就如同两顶王冠被结合成一个法老头饰一样。
几个起源于上埃及的王朝，包括第十一、十二、十七、十八和二十五王朝，在分裂时期后重新统一并振兴了法老时代的埃及。
在古埃及历史的大部分时期，底比斯是上埃及的行政中心。被亚述人摧毁后，其重要性下降。在托勒密王朝时期，赫尔米乌的托勒迈斯取代了底比斯，成为上埃及的首府。
S.基塔报告称，2005年一项木乃伊遗骸的研究发现，一些底比斯贵族的组织学显示出明显的深色皮肤特征。

### 中世纪的埃及
在十一世纪，大量被称为希拉里人的牧民从上埃及逃离，向西迁移到利比亚，甚至远至突尼斯。人们认为中世纪温暖时期的开始与上埃及牧草退化有关，进而导致了这次迁徙。

### 20世纪的埃及
在二十世纪，“萨伊德亲王”这一头衔被用作埃及王位继承人的称号。
七·二三革命推翻了埃及王国。然而“萨伊德亲王”的头衔依然在被萨伊德亲王穆罕默德·阿里使用。

## 史前上埃及统治者列表
以下的名单可能并不完整，并且可能还有更多存在但尚未确认的统治者：
| 名字      | 图像 | 注释                                                               | 时间             |
| --------- | ---- | ------------------------------------------------------------------ | ---------------- |
| 象        |      |                                                                    | 公元前四千年结束 |
| 牛        |      |                                                                    | 公元前四千年     |
| 蝎王一世  |      | 乌姆·卡伯最古老的墓葬中有一个蝎子印章。                            | 约前3200年       |
| 艾拉-荷尔 |      | 可能是卡的直接前任。                                               | 约前3150年       |
| 卡        |      | 可能读作“塞肯（Sekhen）”而不是“卡（Ka）”。可能是纳尔迈的直接前任。 | 约前3100年       |
| 蝎王二世  |      | 可能读作“塞尔凯特（Serqet）”；可能与纳尔迈是同一人。               | 约前3150年       |
| 那尔迈    |      | 统一上下埃及的君主。                                               | 约前3150年       |

## 诺姆列表
| 序号 | 埃及名称   | 首府                                                   | God            |
| ---- | ---------- | ------------------------------------------------------ | -------------- |
| 1    | Ta-khentit | Abu / Yebu （象岛）                                    | 库努牡         |
| 2    | Wetjes-Hor | Djeba （大阿波罗诺波利斯）                             | 贝迪特的荷鲁斯 |
| 3    | Nekhen     | Nekhen（希拉孔波利斯）                                 | 奈赫贝特       |
| 4    | Waset      | Niwt-rst / Waset （底比斯）                            | 阿蒙-拉        |
| 5    | Harawî     | Gebtu （科普托斯）                                     | 敏             |
| 6    | Aa-ta      | Iunet / Tantere （丹德拉）                             | 哈索尔         |
| 7    | Seshesh    | Seshesh (小狄奥斯波利斯)                               | 哈索尔         |
| 8    | Ta-wer     | Tjenu / Abjdu （提尼斯 / 阿拜多斯）                    | 安胡尔         |
| 9    | Min        | Apu / Khen-min （潘诺波利斯）                          | 敏             |
| 10   | Wadjet     | Djew-qa / Tjebu （安泰奥波利斯）                       | 哈索尔         |
| 11   | Set        | Shashotep（希普塞利斯）                                | 库努牡         |
| 12   | Tu-ph      | Per-Nemty （希拉康）                                   | 荷鲁斯         |
| 13   | Atef-Khent | Zawty （莱科波利斯）                                   | 威普瓦威特     |
| 14   | Atef-Pehu  | Qesy (库塞)                                            | 哈索尔         |
| 15   | Wenet      | Khemenu （赫尔莫波利斯）                               | 托特           |
| 16   | Ma-hedj    | Herwer？                                               | 荷鲁斯         |
| 17   | Anpu       | Saka （基诺波利斯）                                    | 阿努比斯       |
| 18   | Sep        | Teudjoi / Hutnesut （阿拉巴斯特罗诺波利斯）            | 阿努比斯       |
| 19   | Uab        | Per-Medjed （俄克喜林库斯）                            | 赛特           |
| 20   | Atef-Khent | Henen-nesut （大赫拉克利奥波利斯）                     | 赫里沙夫       |
| 21   | Atef-Pehu  | Shenakhen / Semenuhor （克罗科迪洛波利斯，阿尔西诺伊） | 库努牡         |
| 22   | Maten      | Tepihu （阿芙罗狄托波利斯）                            | 哈索尔         |

## 省份和大型城市
如今，上埃及由以下七个省组成：
- 贝尼苏韦夫
- 明亚
- 艾斯尤特
- 索哈杰
- 基纳
- 卢克索
- 阿斯旺

以下是位于上埃及的大城市：
- 贝尼苏韦夫
- 法什恩（英语：El Fashn）
- 贝尼迈扎尔
- 明亚
- 迈莱维
- 代鲁特
- 艾斯尤特
- 泰赫塔
- 索哈杰
- 吉尔贾
- 拿戈玛第
- 基纳
- 卢克索
- 埃得夫
- 阿斯旺